# Temples grecs de Syracuse

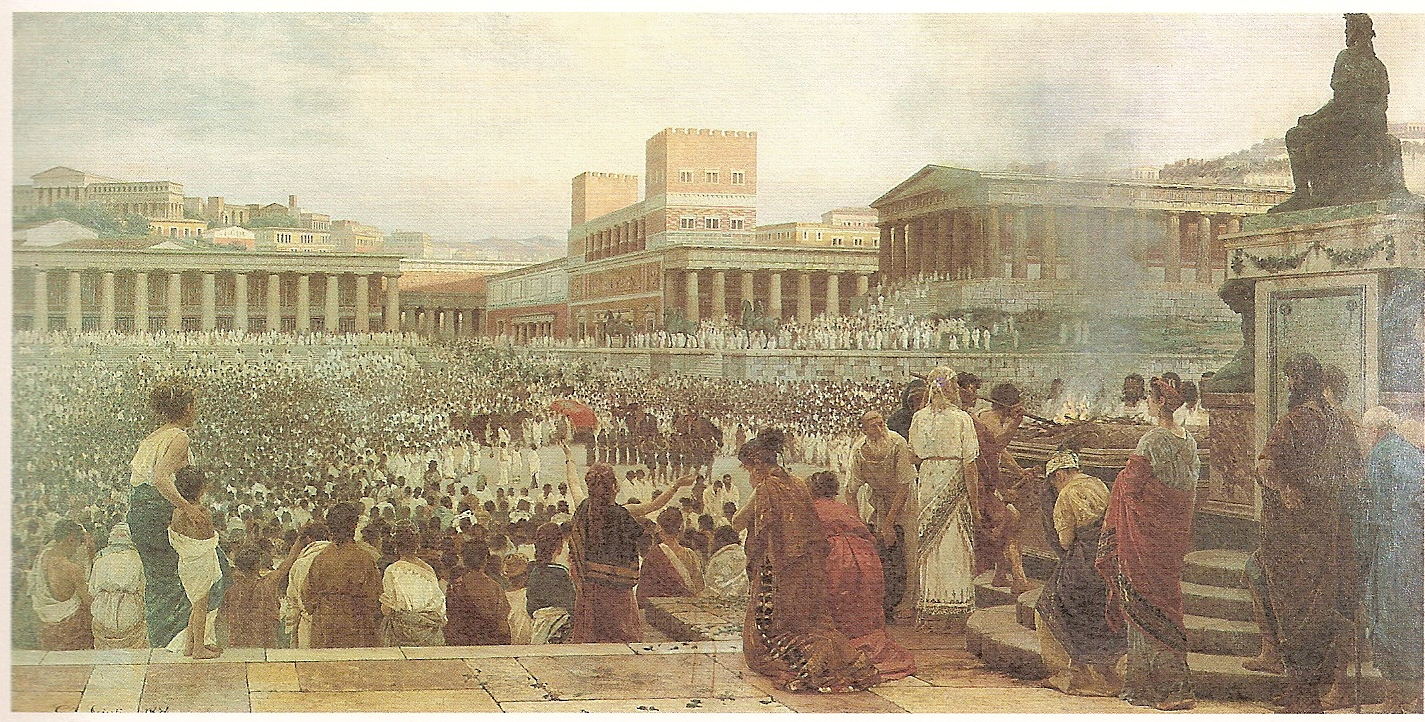
Les funérailles de Timoléon, en -337. Reconstruction d'artiste (1874).

Trois temples doriques de la cité grecque de Syracuse (Grande-Grèce), en Sicile, sont parvenus jusqu'à nous, en des états de conservation très variables.
- dans l'île d'Ortygie, les deux temples d'Apollon et d'Athéna ;
- à l'ouest, face à la mer, le temple de Zeus.

Ces trois temples, comme ailleurs en Sicile, sont doriques, de style archaïque. Leur construction s'échelonne du début du -VIe siècle au début du -Ve siècle.

## Temple d'Apollon
37° 03′ 50″ N, 15° 17′ 35″ E

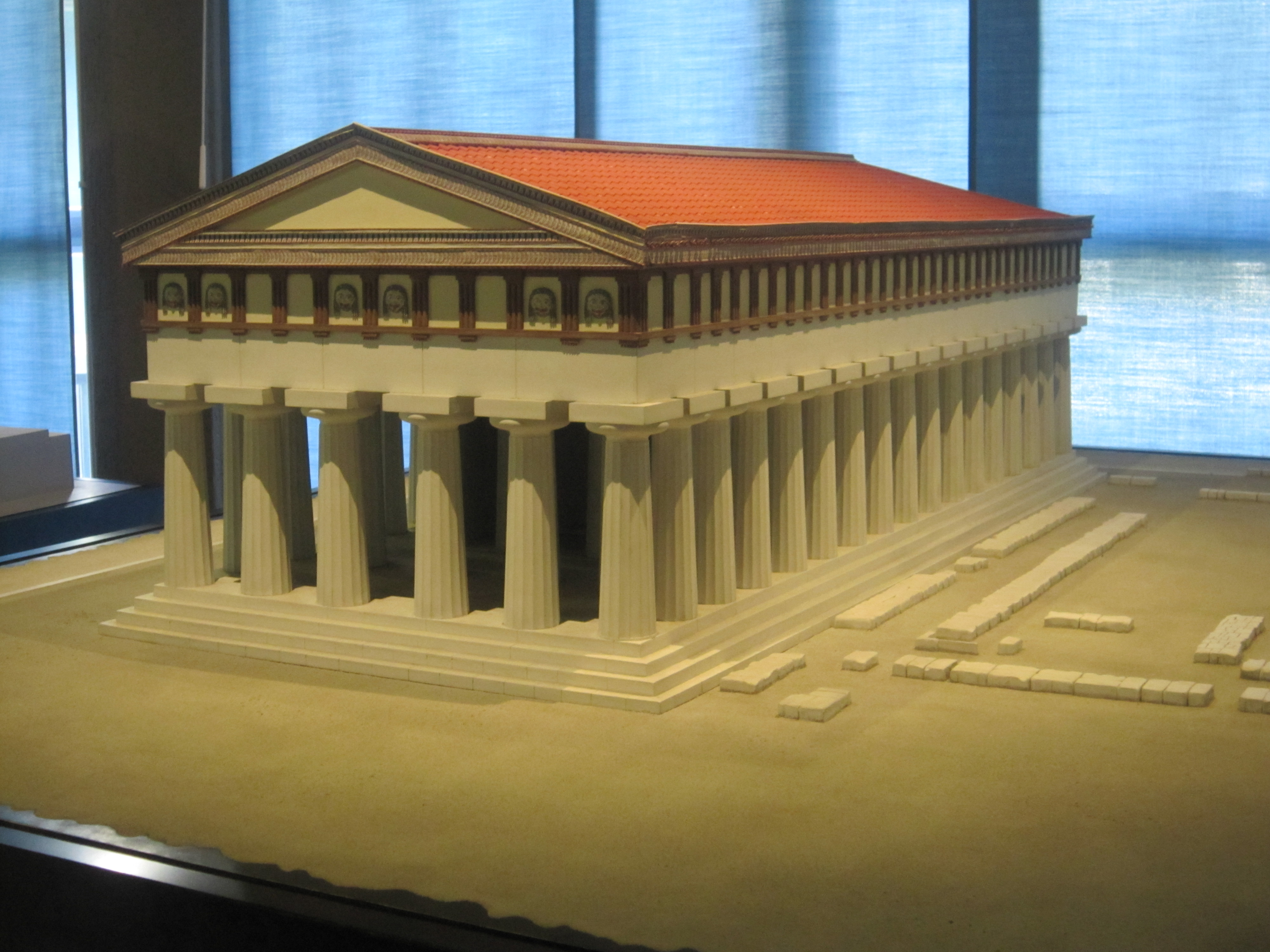
Reconstitution du temple d'Apollon

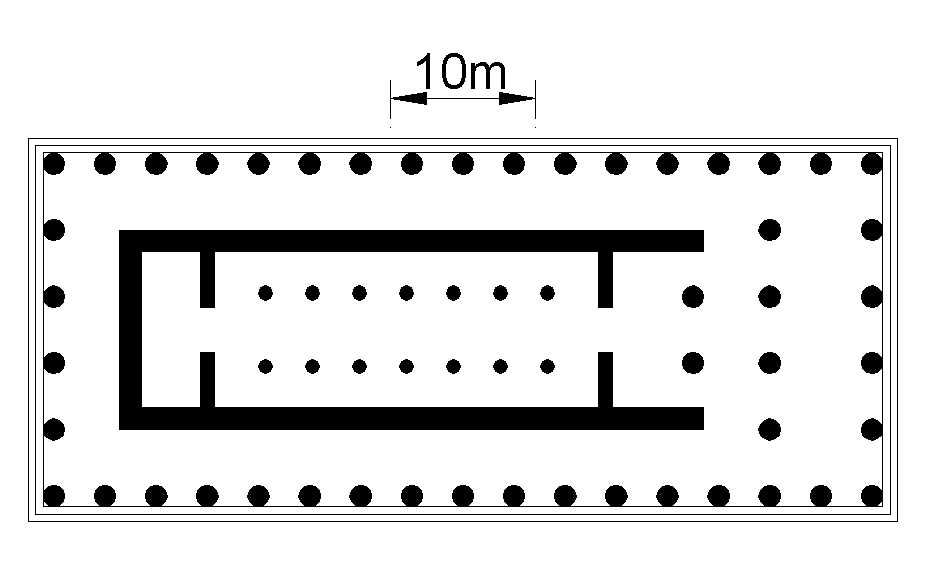
Plan du temple d'Apollon

Le temple d'Apollon présente d'importants vestiges dans un îlot de verdure complètement dégagé en 1933 et 1945, à l'entrée d'Ortygie, juste à l'est des ponts permettant l'accès à la vieille ville. 
Construit vers -565, c'est le plus ancien de tous les temples doriques périptères de Sicile — et presque aussi de manière absolue —, qui ne peut être comparé qu'au temple d'Apollon à Corinthe.
L'identification est certaine, reposant sur une inscription trouvée sur l'une des marches. Au regard du témoignage de Cicéron , il a pu être dédié à Artémis en même temps qu'à Apollon, la déesse étant honorée comme Angélos, Lyaia et Chitonia.

### Description
C'est un temple dorique périptère hexastyle, en grès, présentant un plan allongé (caractéristique commune à tous les temples de Sicile) de 58 × 24 m, à 6 colonnes sur 17. Ces colonnes sont monolithes, de 8 m de hauteur et 2 m de diamètre, et supportent un entablement très haut (2,15 m), qui était complété par des éléments en bois, comme souvent dans les temples archaïques. Des figures et éléments de terre cuite décoraient l'ensemble : Gorgones, sphinx et acrotères, à l'exception de l'acrotère central, en pierre.
Une seconde rangée de colonnes, allongeant encore le plan et distinguant bien l'entrée, donnait accès à un pronaos à deux colonnes in antis, puis à une cella et un adyton. Nulle place pour un opisthodome dans une telle configuration.
Sur les côtés sud et est sont conservés des murets qui marquaient les limites du téménos.

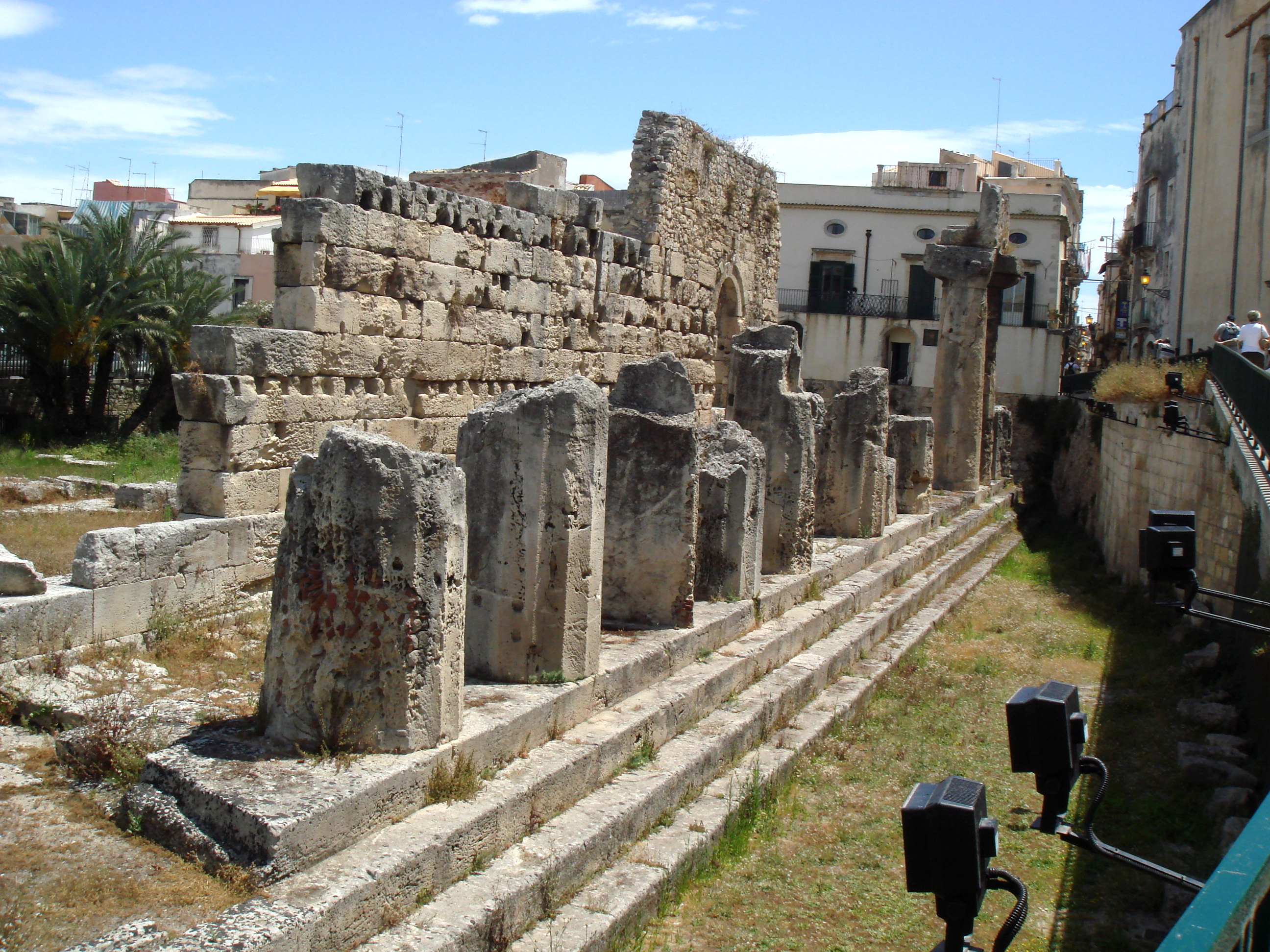
Temple d'Apollon à Ortygie
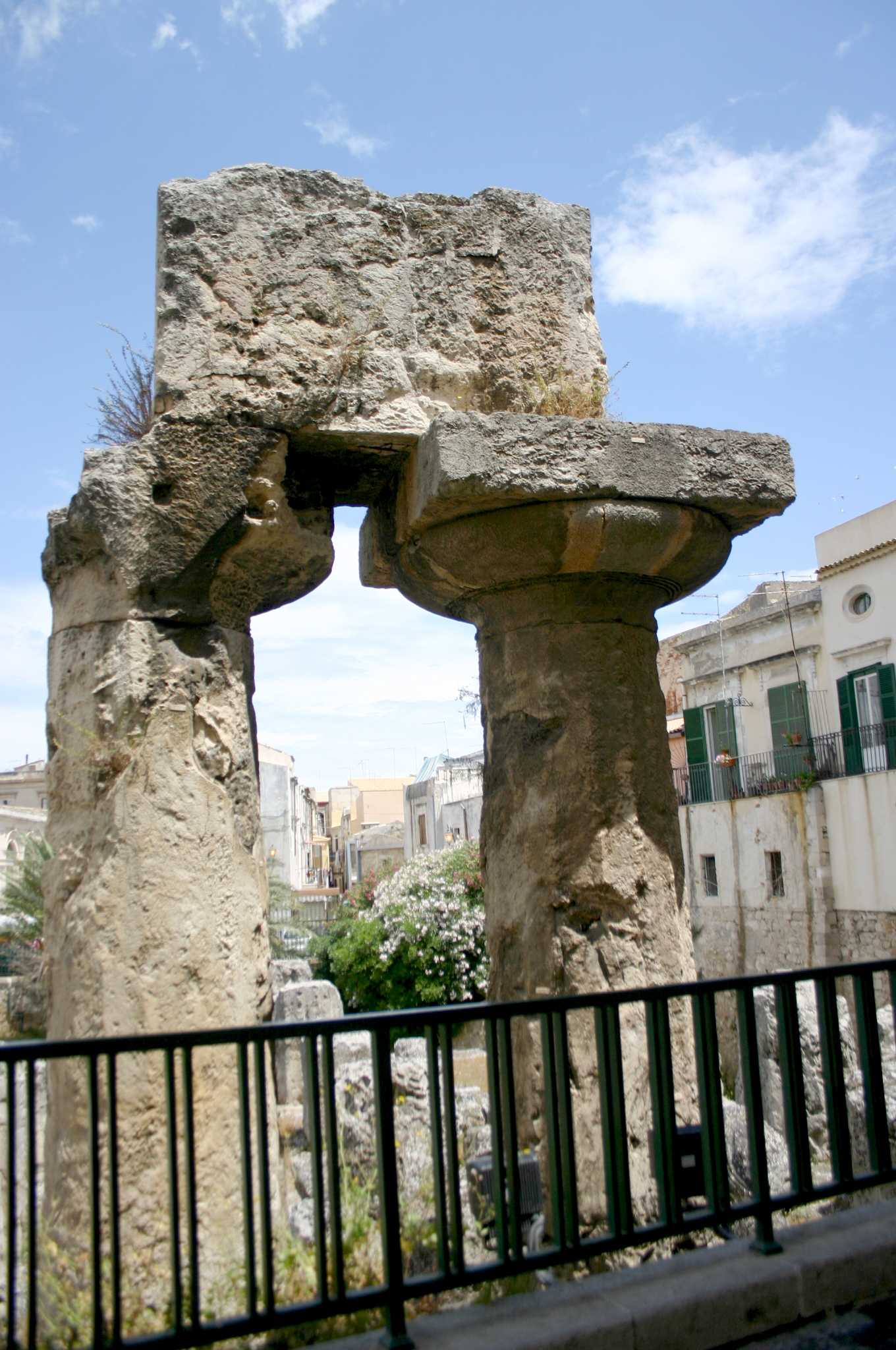
Temple d'Apollon
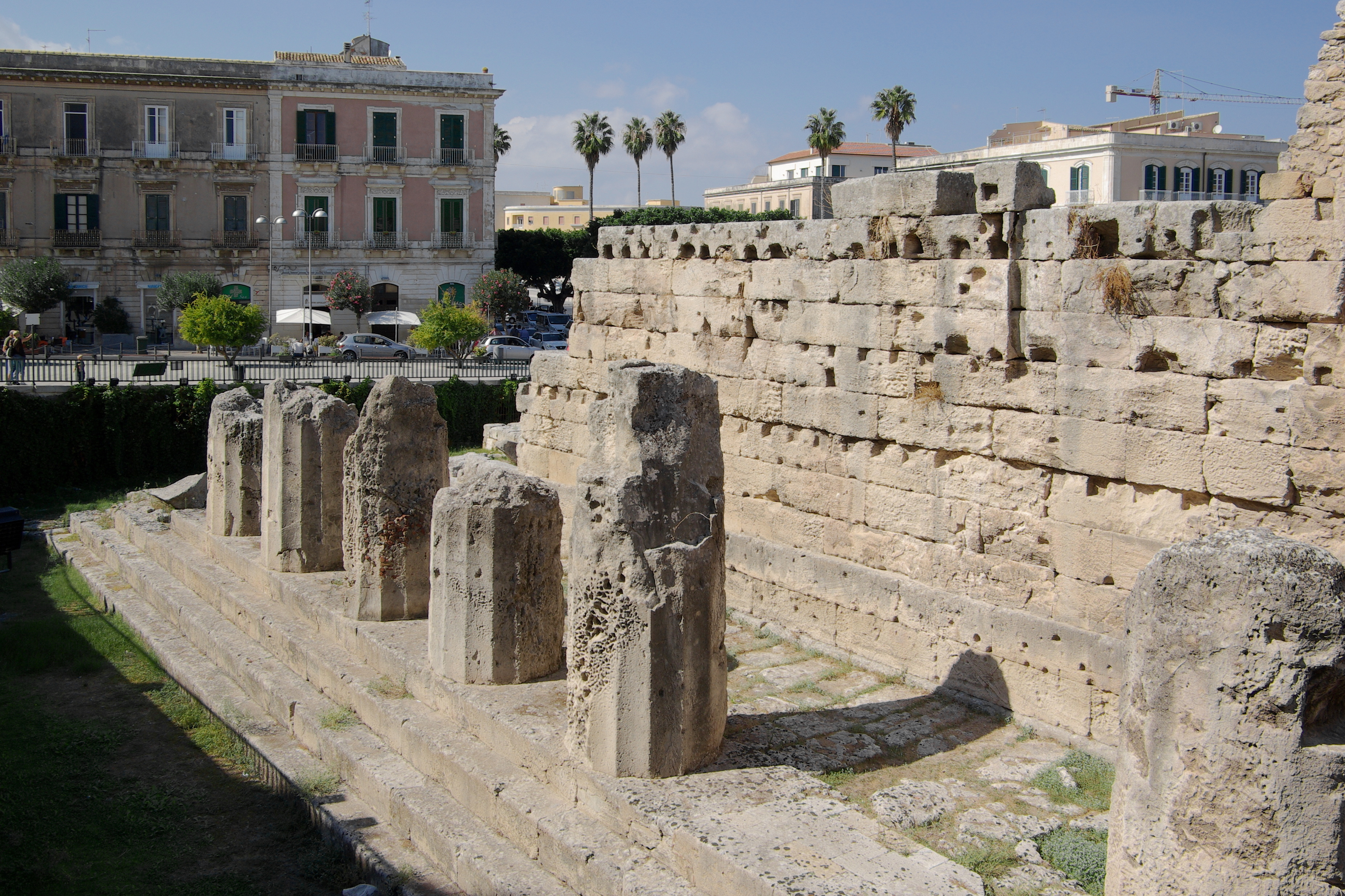
Le temple d'Apollon

### Inscription
Une large inscription en grands caractères, mais de lecture assez difficile, figure sur la marche supérieure du stylobate, sur la façade Est du temple :
ΚΛΕΟ[ΜΕΝ]ΕΣ (ou ΚΛΕΟ[ΜΕΔ]ΕΣ) : ΕΠΟΙΕΣΕ ΤΟΠΕΛΛΟΝΙ : ΗΟ ΚΝΙΔΙΕΙΔΑ : ΚΕΠΙΚΛΕ (ou ΚΕΘΕΚΕ) ΣΤΥΛΕΙΑ : ΚΑ[Λ(Λ)Α] ϜΕΡΓΑ
Elle peut être lue comme :
« Cléomène, fils de Cnidieidas, le fit pour Apollon, il éleva les colonnes, ce qui est un beau travail. »

ou comme :
« Cléomède le fit pour Apollon, et Cnidieidas éleva les colonnes et d'autres ouvrages ».
Il est exceptionnel de connaître ainsi le nom de l'architecte ou du commanditaire d'un temple archaïque : il est clair que la construction de colonnes de pierre a été reconnue comme un exploit par ses contemporains accoutumés aux colonnades de bois.

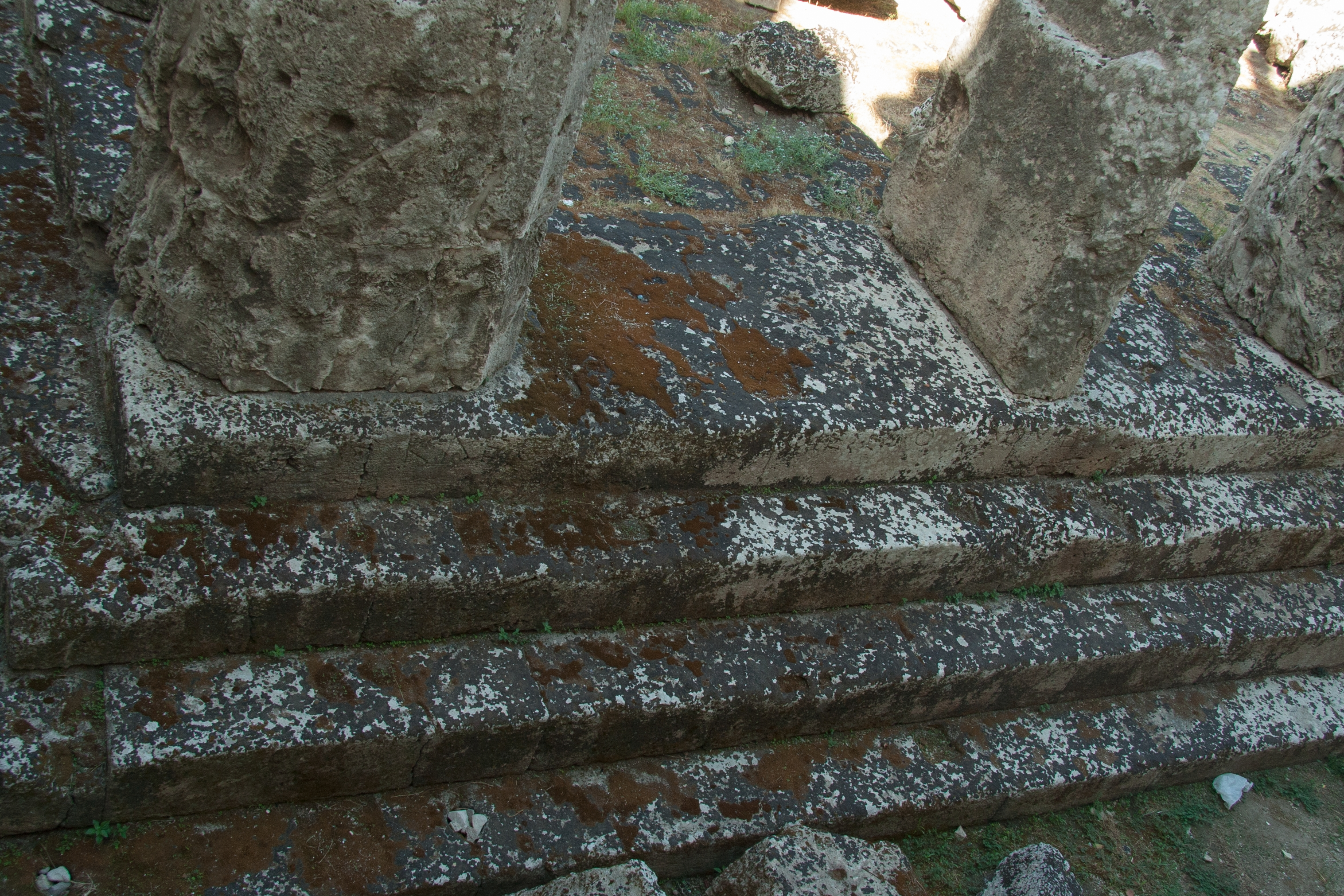
Ensemble de l'inscription
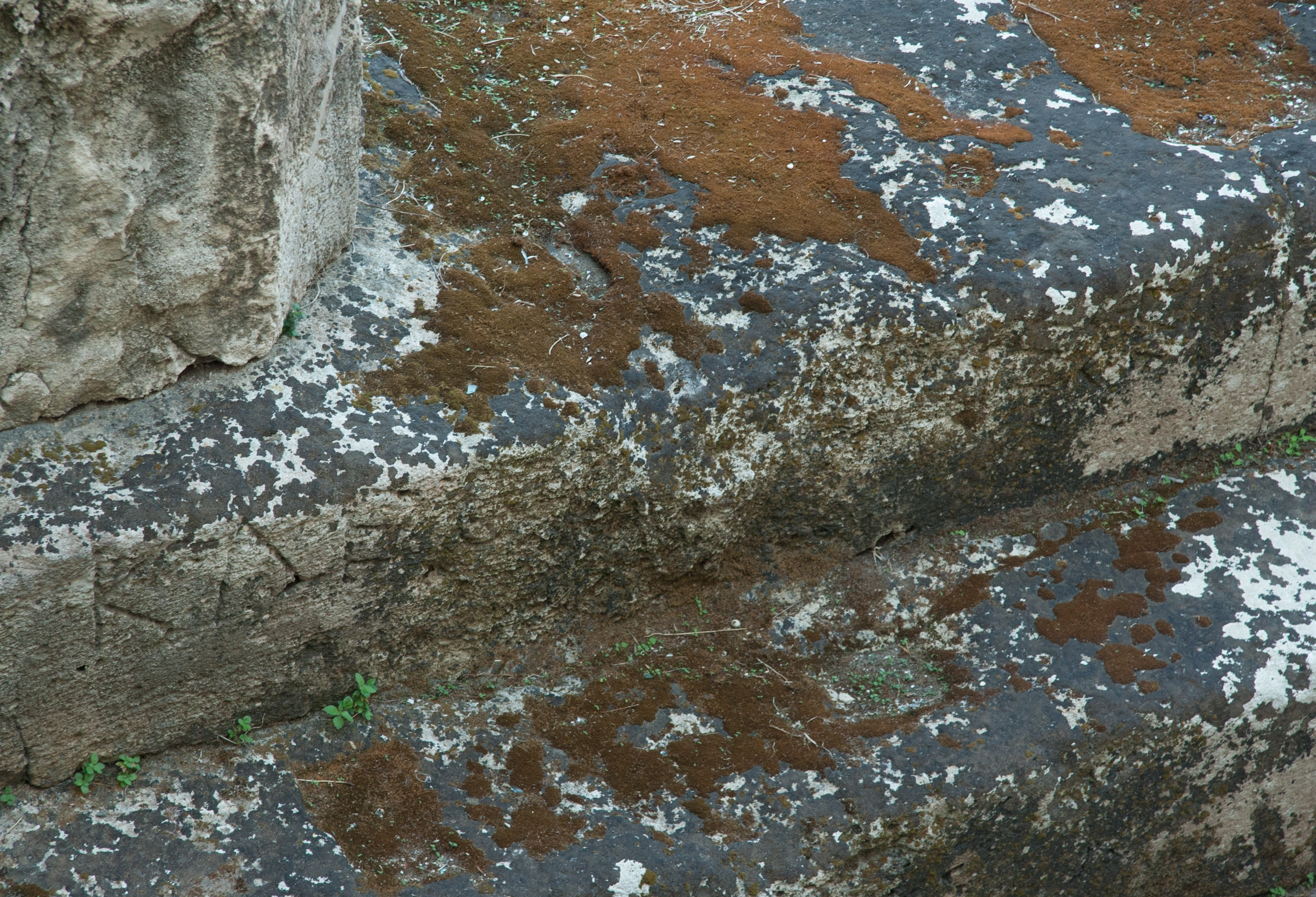
Partie gauche, avec le nom de Cléomède.
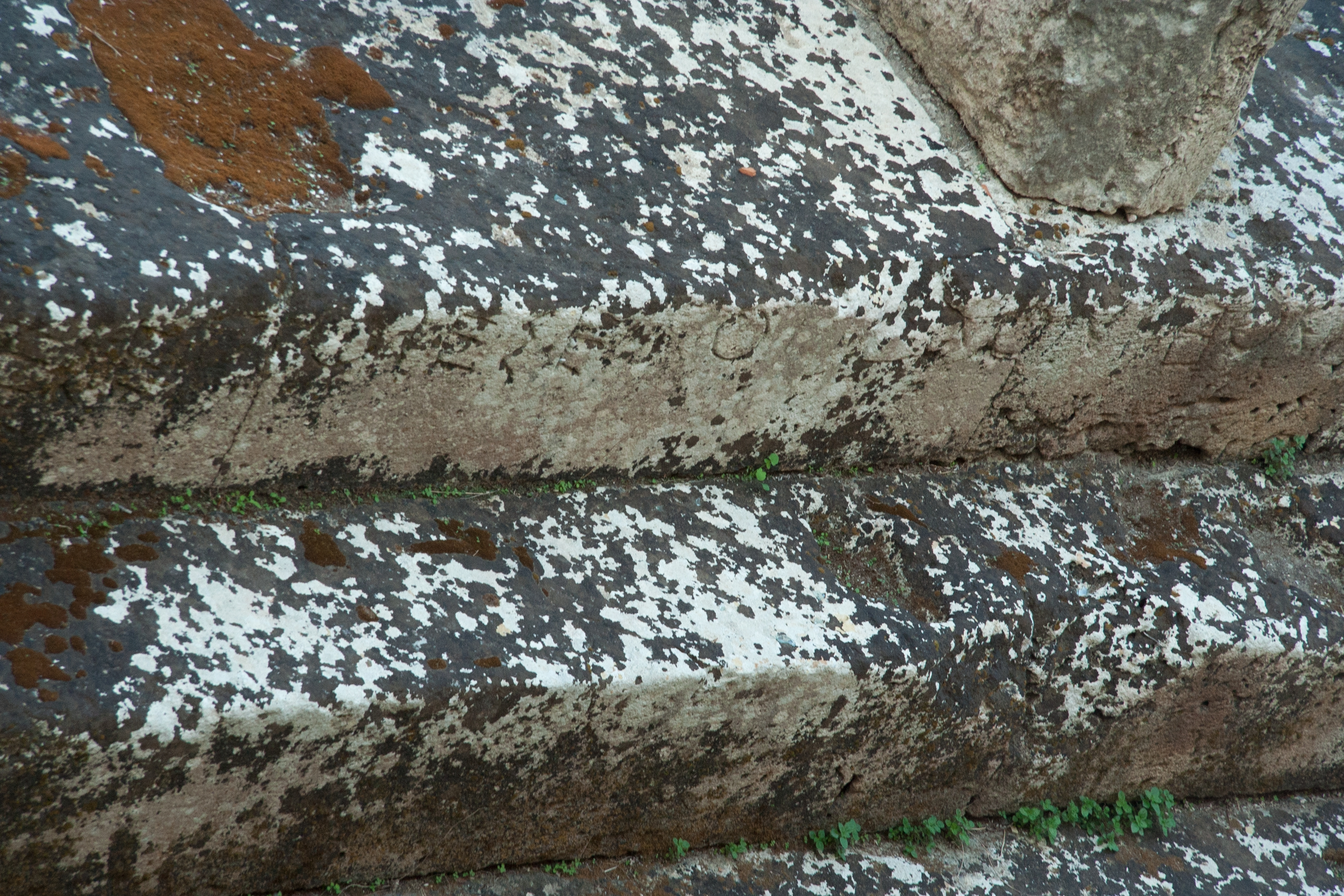
Partie centrale

## Temple de Zeus (Olympiéion)
37° 03′ 06″ N, 15° 15′ 26″ E
Deux colonnes émergent d'un rectangle de verdure, sur la baie, à l'ouest d'Ortygie : ce sont les vestiges du temple de Zeus. Juché sur une colline, il servait d'amer pour les marins. 
Sa conception est assez semblable à celle du temple d'Apollon, mais il lui est probablement un peu postérieur : sa construction doit se situer dans les premières décennies du -VIe siècle.
On retrouve le plan d'un temple dorique hexastyle périptère décoré de terres cuites, à 6 × 17 colonnes monolithes de 8 m de haut, 1,84 m de diamètre, à pronaos et adyton, dépourvu d'opisthodome. Sa façade possède un double rang de colonnes.

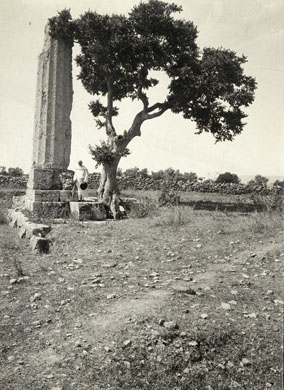
L'Olympiéion, vers 1900.
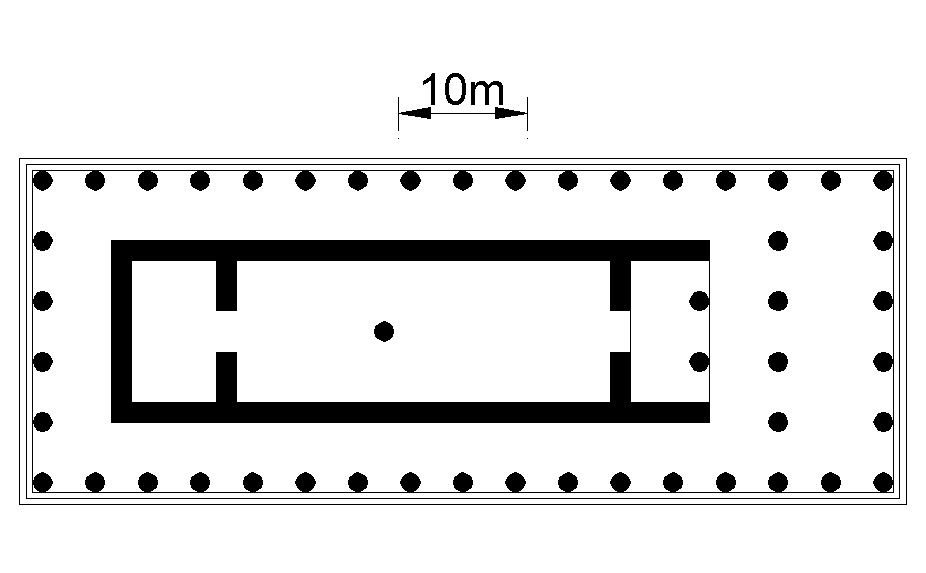
Temple de Zeus (Olympiéion)
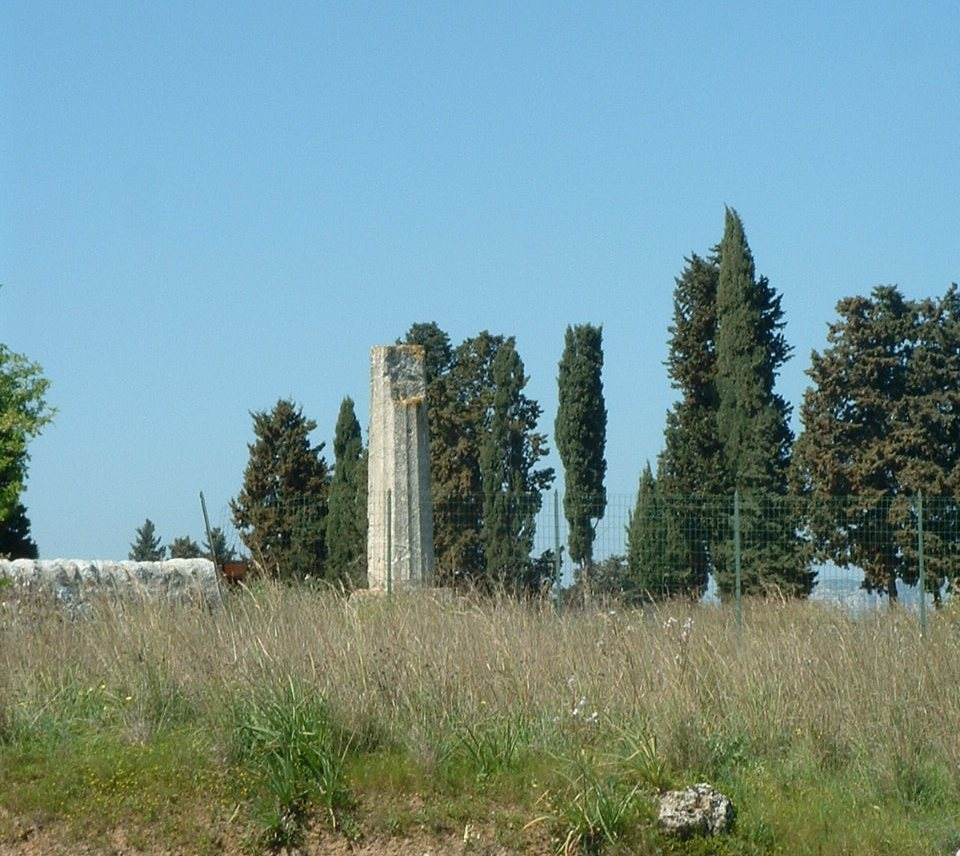
Temple de Zeus, Syracuse.

## Temple d'Athéna (cathédrale de Syracuse)
37° 03′ 35″ N, 15° 17′ 37″ E

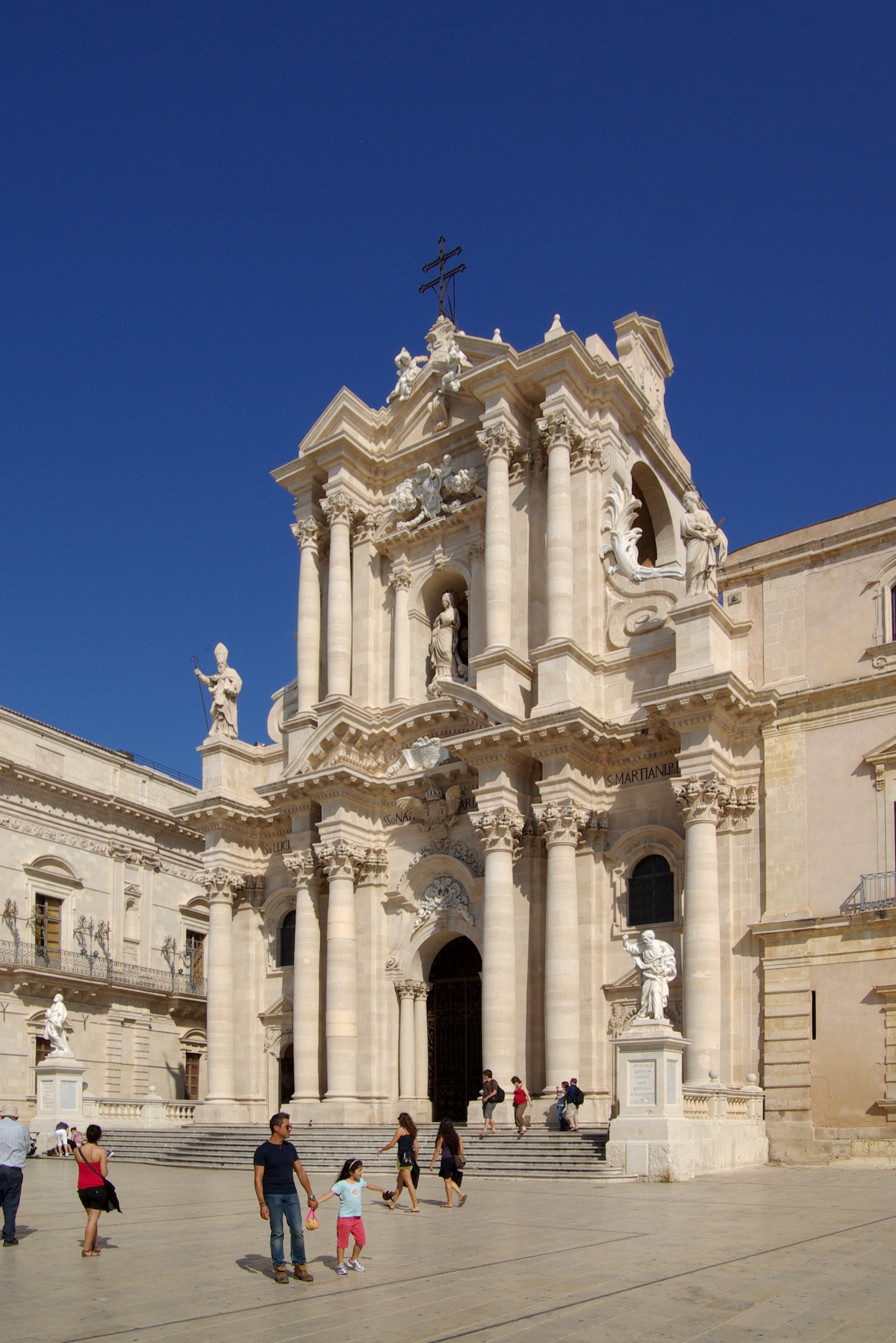
Façade baroque de la cathédrale de Syracuse

Un premier temple dédié à Athéna est élevé dès les premières années de la colonie au sommet de la butte d’Ortygie, reconnu lors des fouilles de 1912 au niveau de la piazza Minerva. On peut voir au Musée de Syracuse des restes de l’Athénaion archaïque : l'entablement d’argile et une tête double de Sphinx de la première moitié du VIe siècle sont exposés au musée archéologique Paolo Orsi.
Après la victoire d'Himère (-480), Gélon en construit un nouveau. Il est dorique périptère, à 6 × 14 colonnes, de 22 × 55 m. Les colonnes à 20 cannelures, de 8,70 m de haut, ont un diamètre inférieur d'1,90 m ; elles présentent encore un léger renflement. Le conflit d'angles est résolu classiquement par la contraction des entrecolonnements d'extrémités. Cet édifice en calcaire local allié à du marbre des Cyclades.
Le plan, cette fois, est canonique, avec pronaos et opisthodome distyles in antis disposés symétriquement. L'entrée était à l'est.

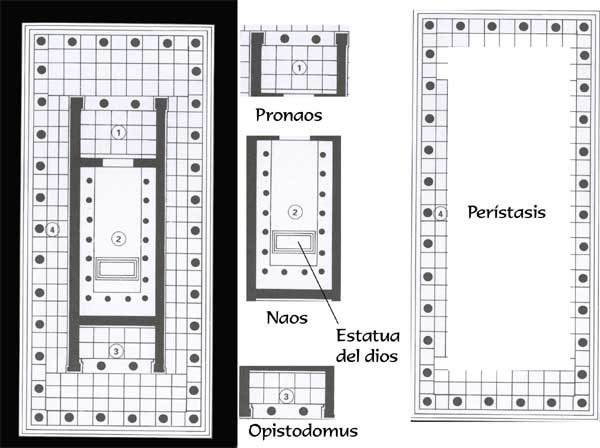
Plan
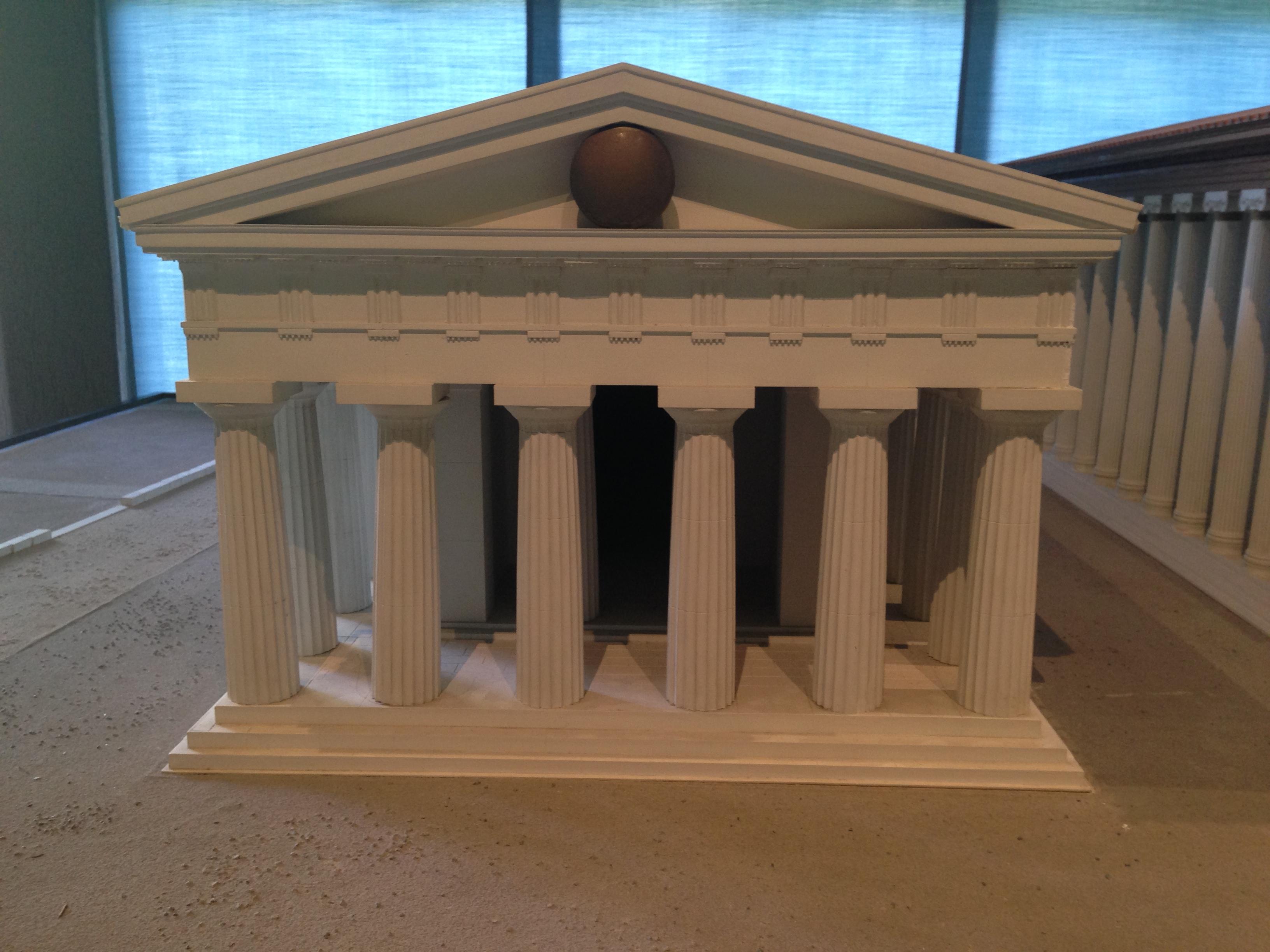
Reconstitution du temple
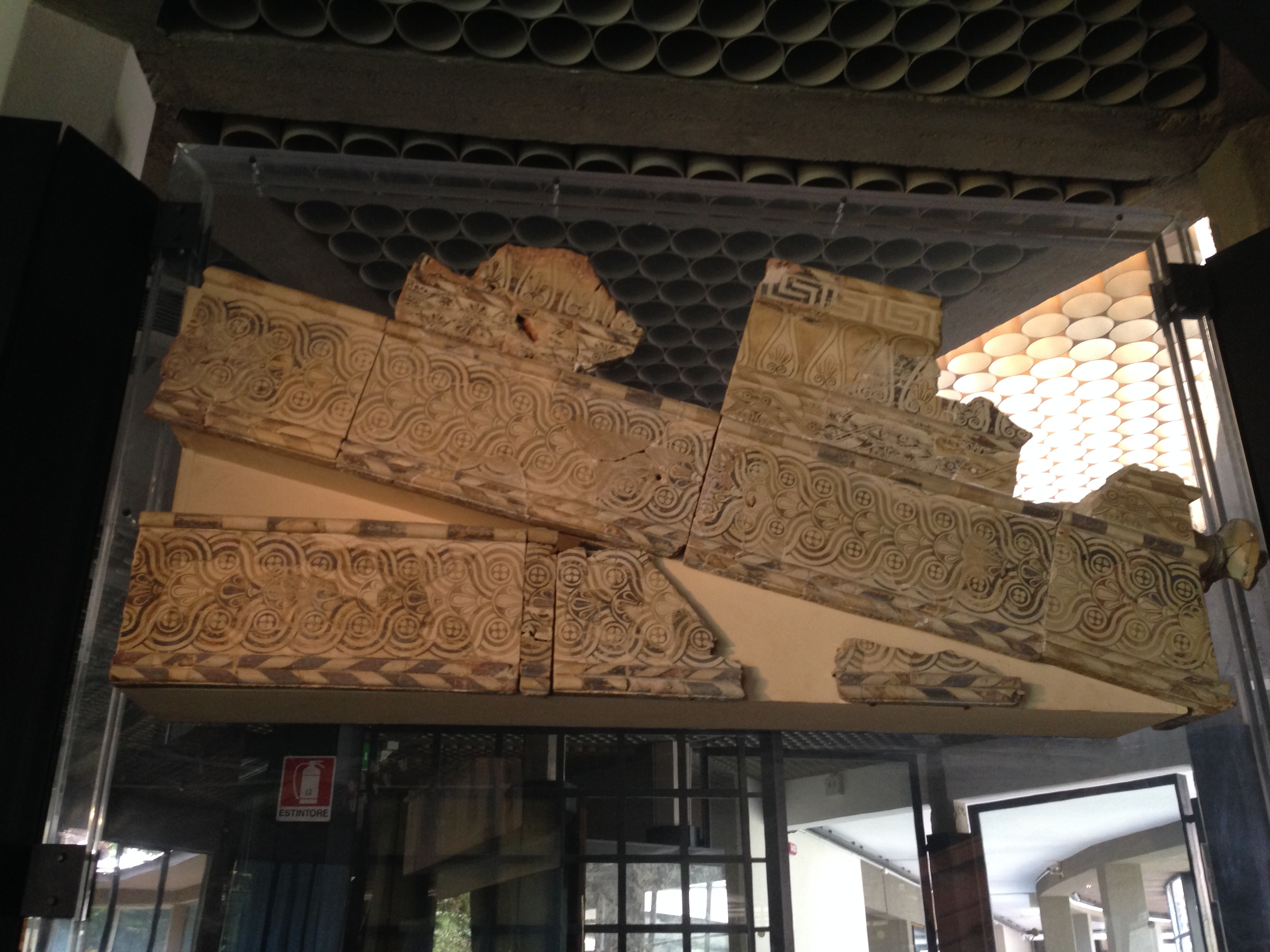
Décor du temple

Transformé en église chrétienne, le temple devient la cathédrale en 640, convertie en mosquée au VIIe siècle, et rechristianisée au XIe siècle, avec l'entrée passant à l'ouest. Il est aujourd'hui incorporé au bâtiment de la cathédrale (Duomo di Siracusa), dont il forme la nef (anciens murs de la cella percés de baies) et les bas-côtés (ancien péristyle). Les colonnes doriques peuvent être observées aussi bien à l'intérieur qu'à l'extérieur de la cathédrale, surtout depuis le démontage des ornements baroques intérieurs, réalisé en 1925. Cette transformation est très semblable à celle subie par le temple de la Concorde à Agrigente.

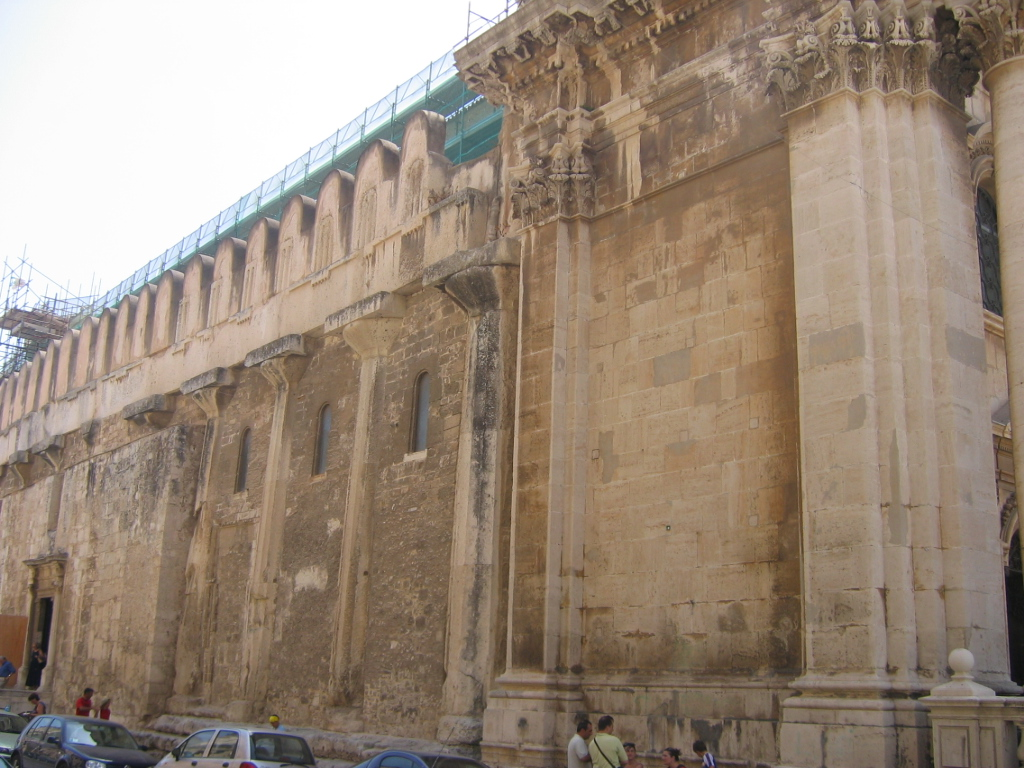
Colonnes doriques du temple d'Athéna, incluses dans le mur nord de la cathédrale de Syracuse.
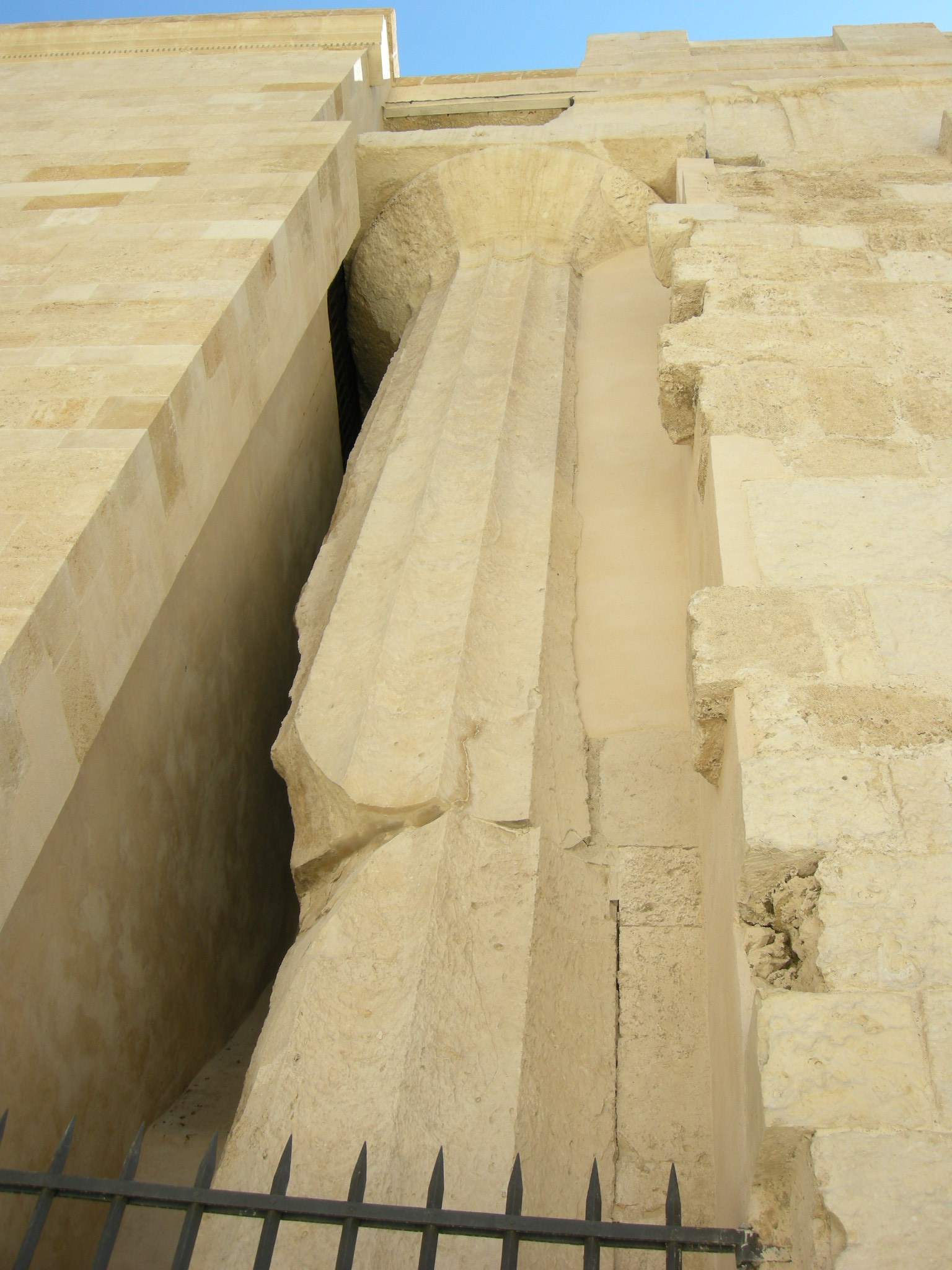
Colonne dorique à l'extérieur
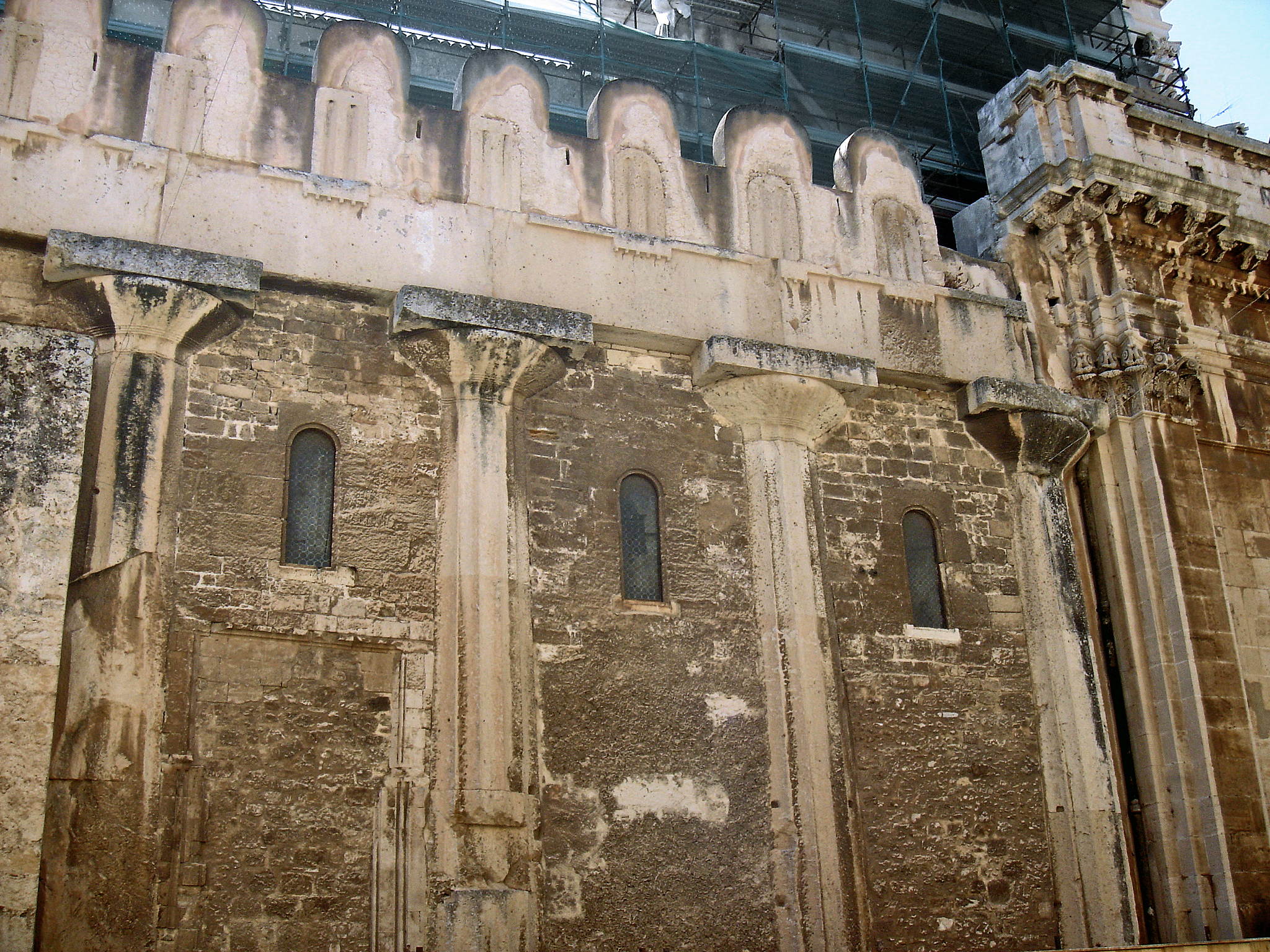
Colonnes doriques à l'extérieur
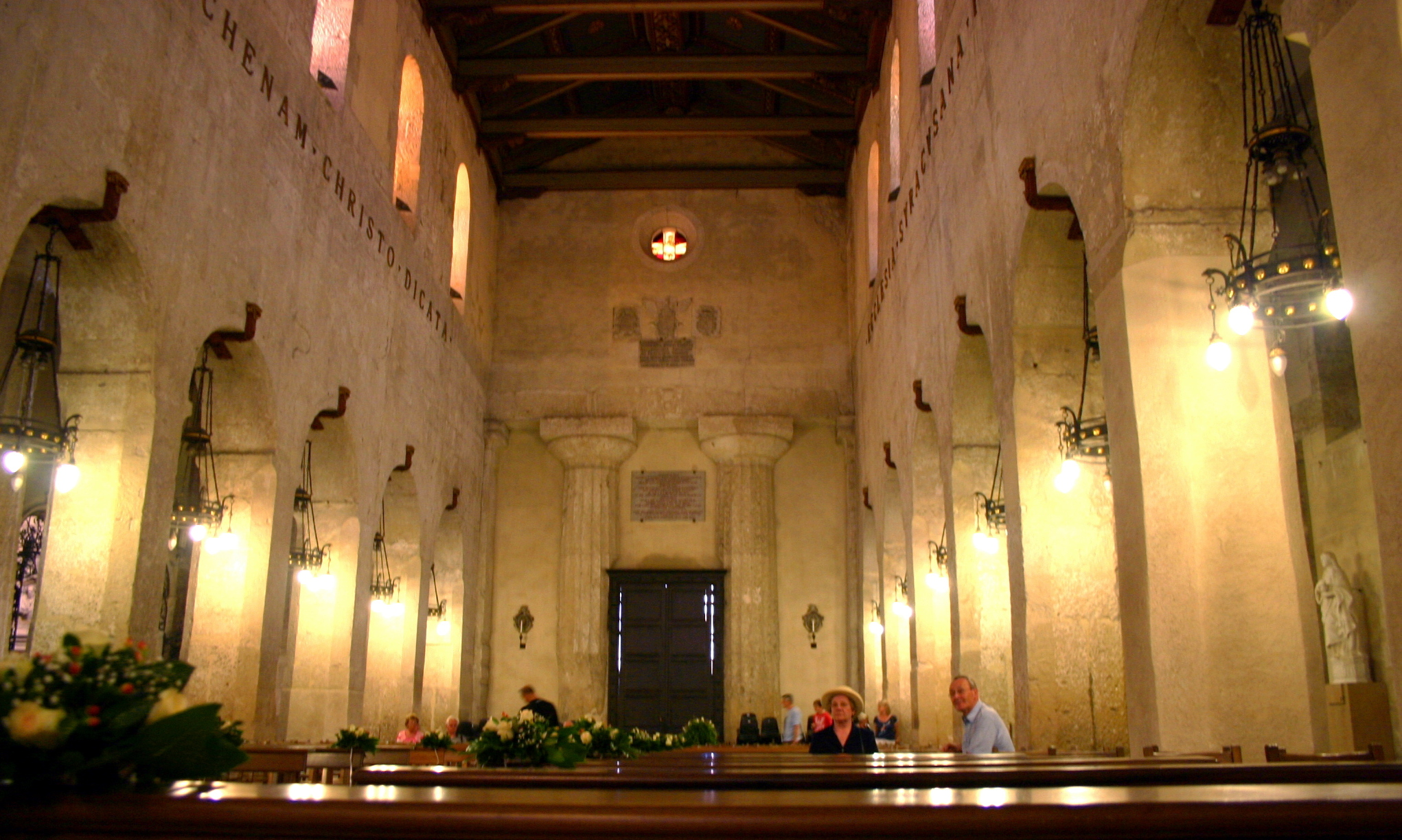
Nef de la cathédrale, ancienne cella du temple.
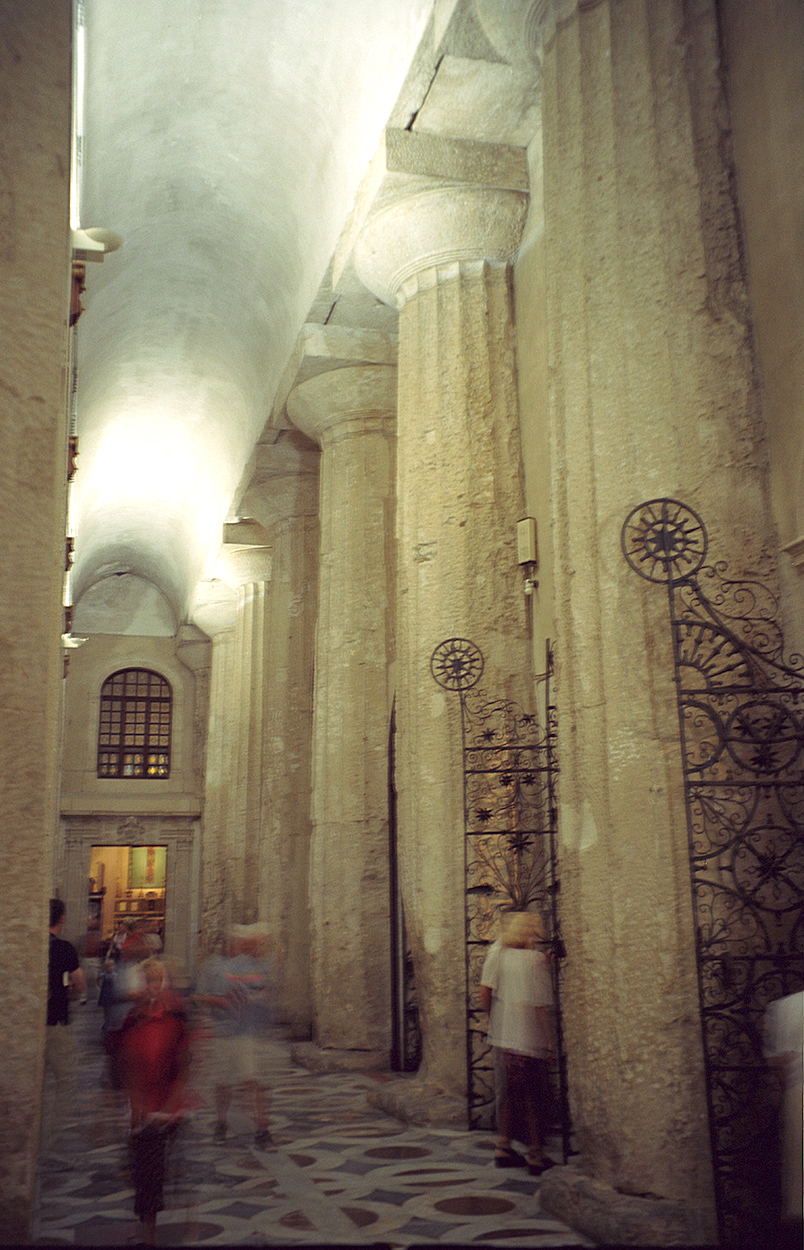
Bas côté de la cathédrale
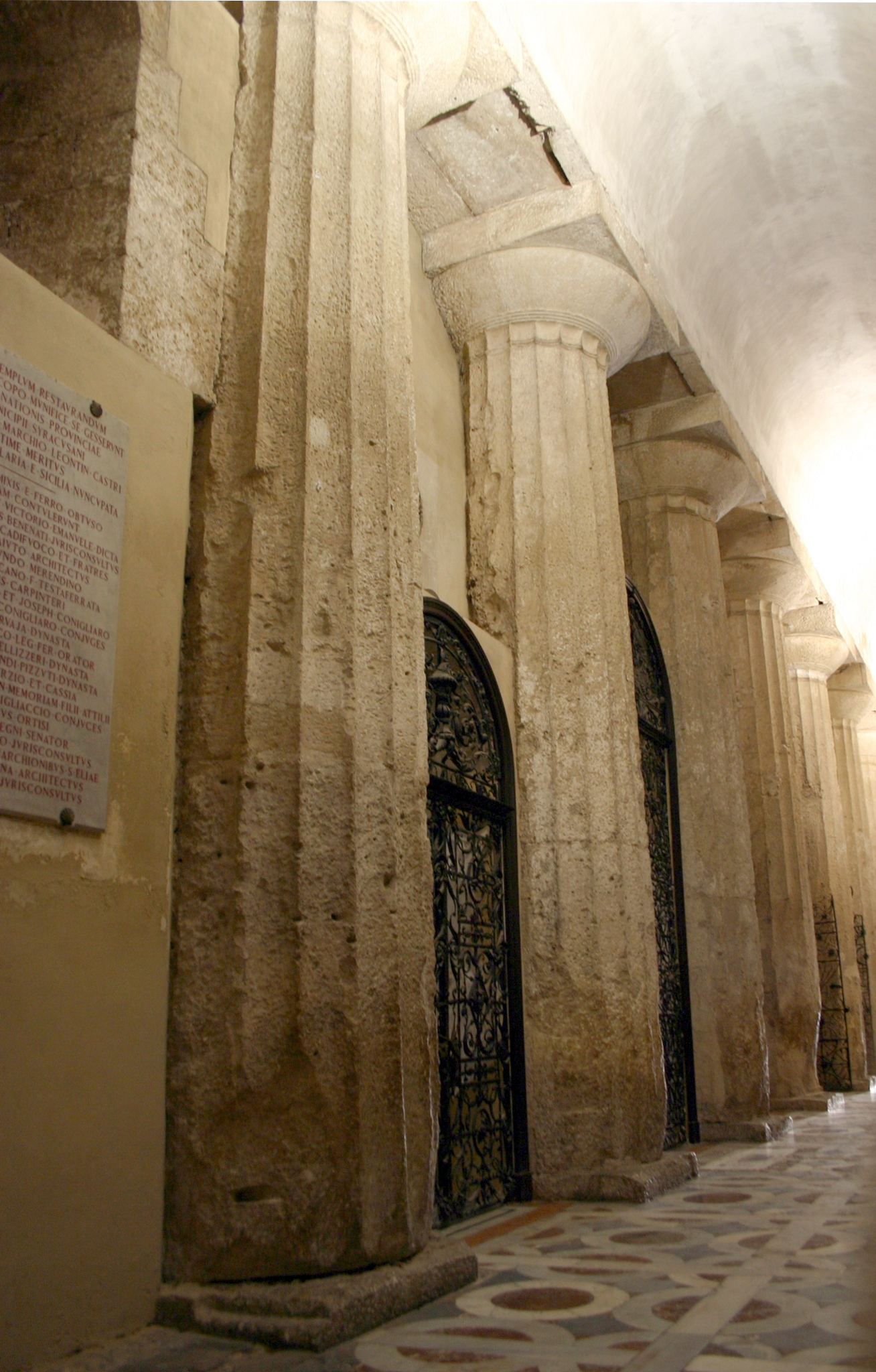
Colonnes doriques du bas côté
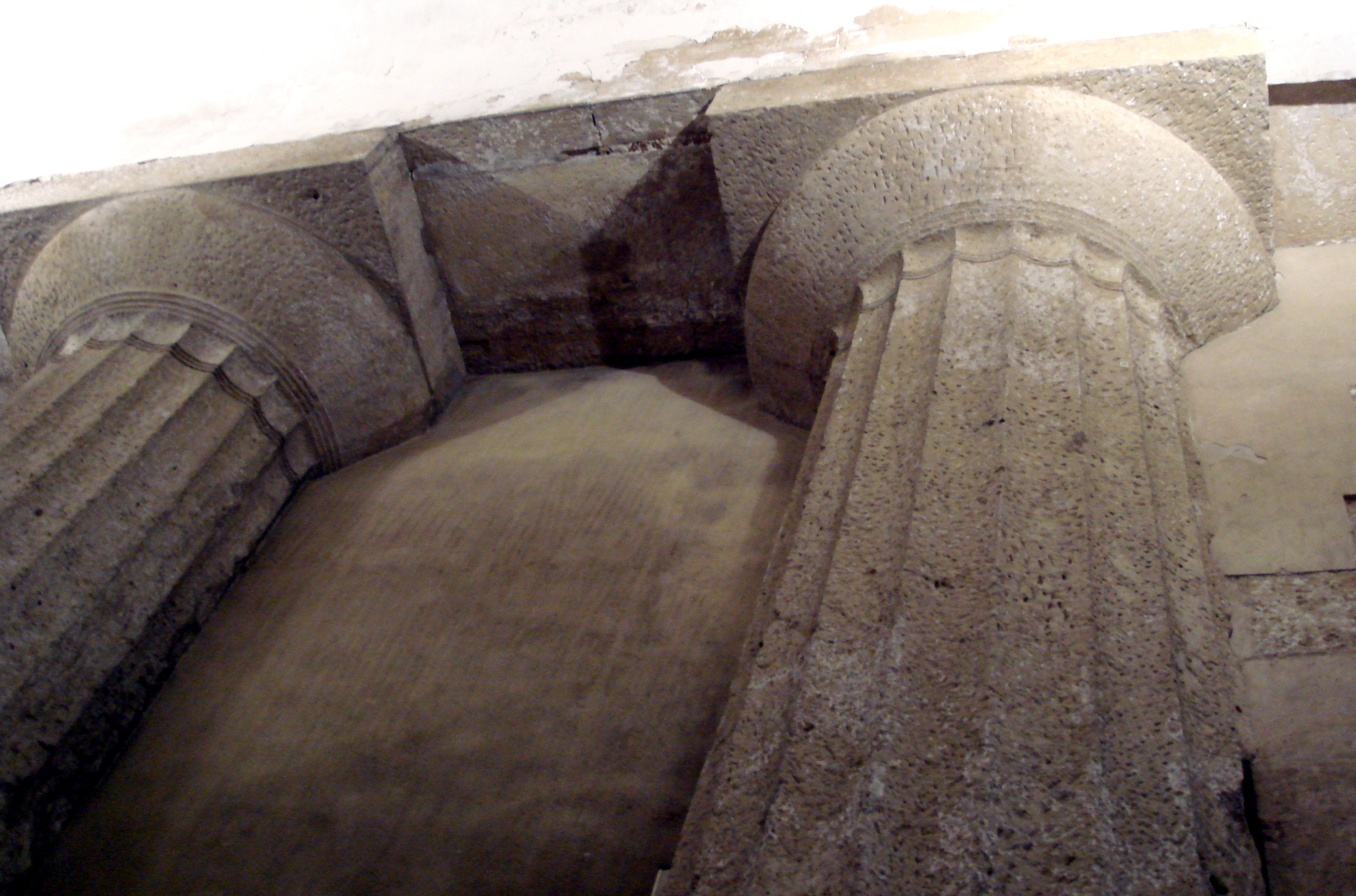
Chapiteaux

## Autres temples grecs
D'autres temples grecs ont été reconnus à Syracuse : 
- un Artémision, temple ionique (rare en Sicile) de 29 mètres sur 55, et 6 sur 14 colonnes avec double rangée de colonnes en façade, commencé vers 525 et resté inachevé, est découvert à partir de 1964, adjacent au temple d'Athéna, sous le Palazzo del Municipio[1] ;
- un temple d'Héra, sous le château fort commandé par Frédéric II au bout de l'île d'Ortygie[6] ;
- un temple de la Victoire d'Himère ;
- un temple à Déméter et un autre à Coré élevés par Gélon, détruits par les Carthaginois et reconstruits sur Neapolis, où l'on offrait aux déesses lors des Thesmophories des mylloi, gâteaux au sésame et au miel figurant le sexe féminin[1]. Il s'agit peut-être du sanctuaire du IVe siècle découvert lors de la construction de la Basilique-sanctuaire Madonna delle Lacrime, Piazza della Vittoria, qui semble consacré deux déesses associées à Artémis[1].

Un sanctuaire est également dédié à Apollon Téménitès à l’ouest du théâtre, avec des autels dont le plus ancien date du VIIe siècle av. J.-C., et une statue colossale, évoquée par Cicéron et transportée à Rome par Tibère. 

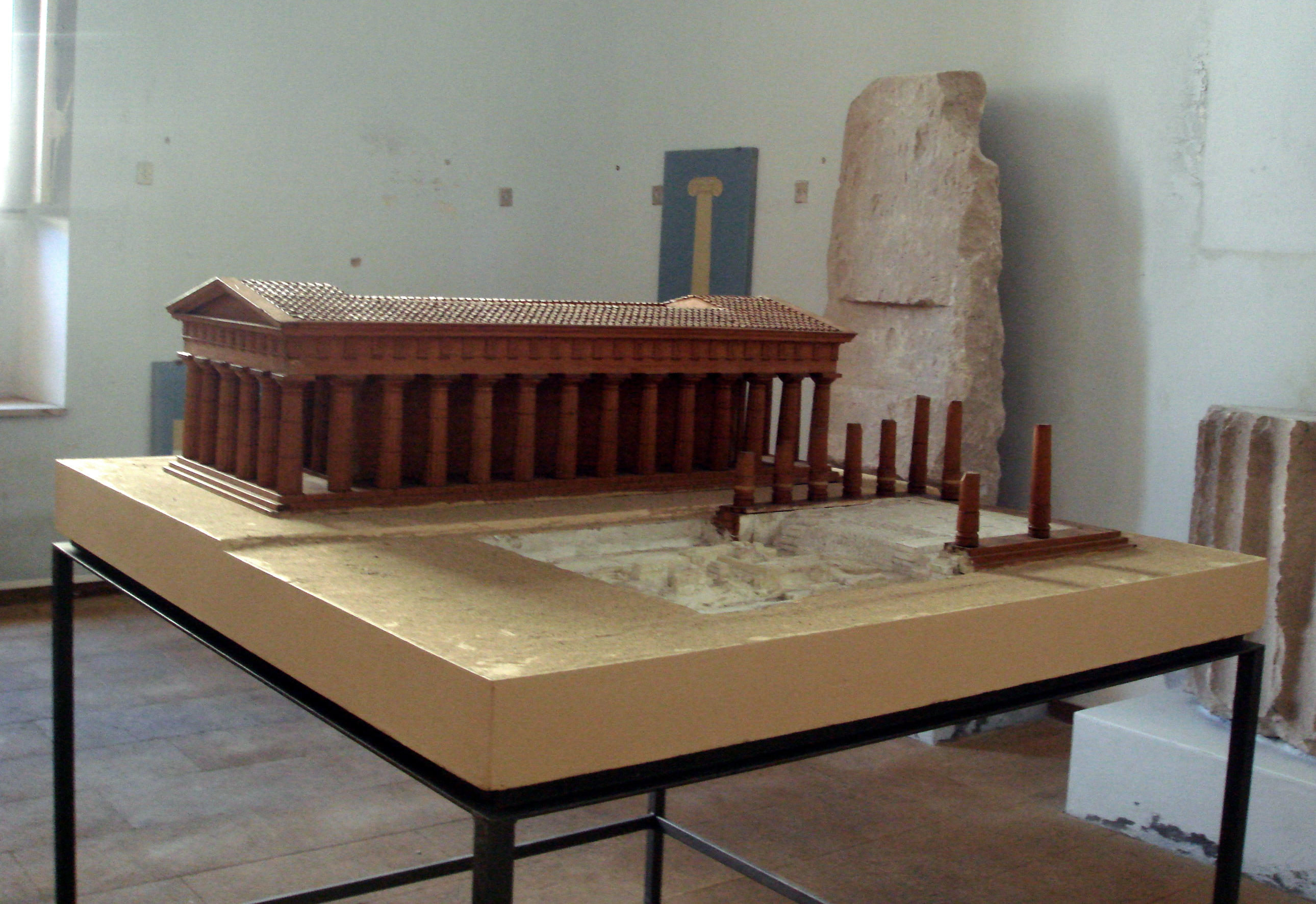
Temple d'Athéna et Artémision incomplètement reconnu (maquette)
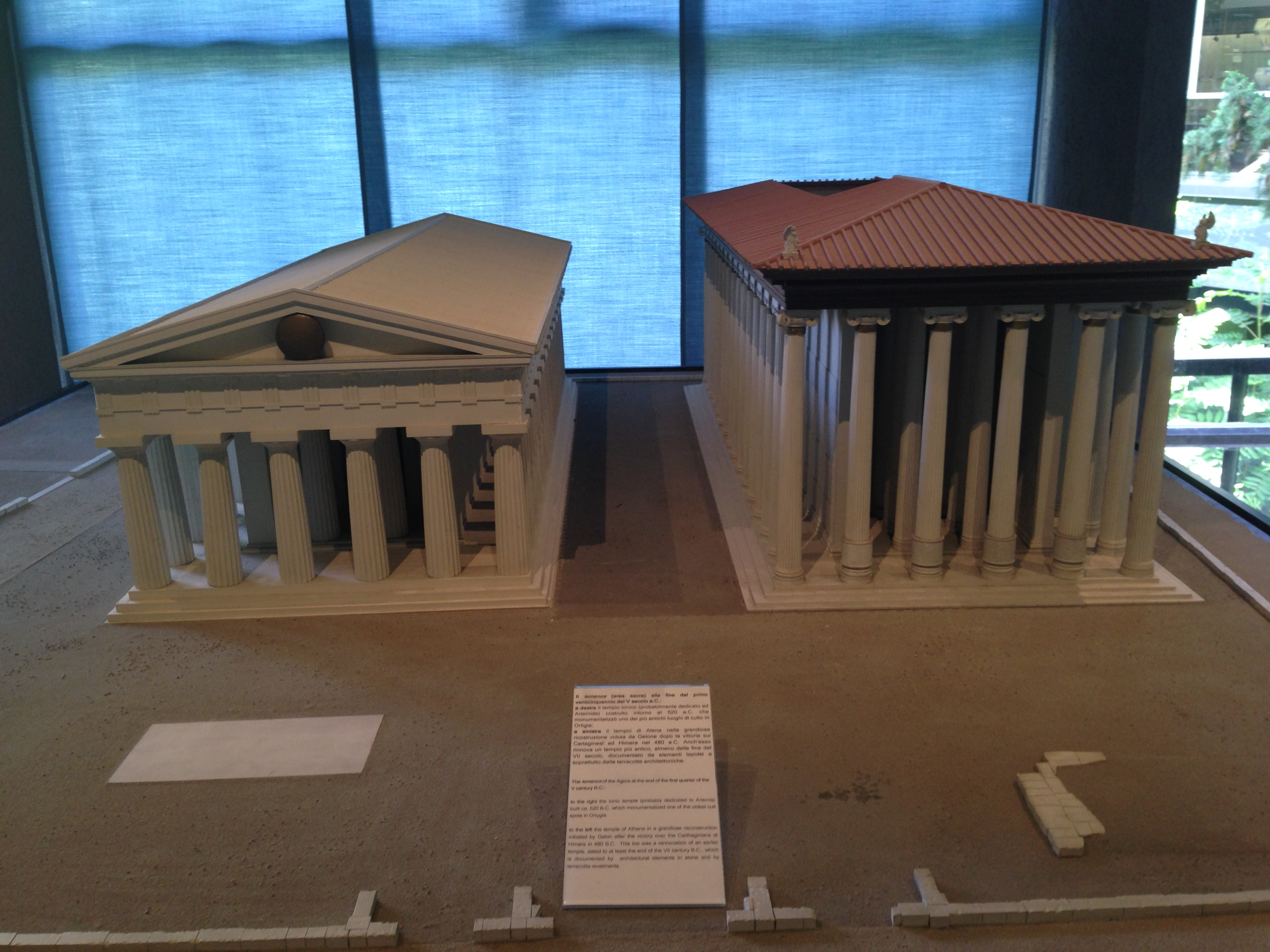
Reconstruction du temple d'Athéna (gauche) et de l'Artémision (droite)
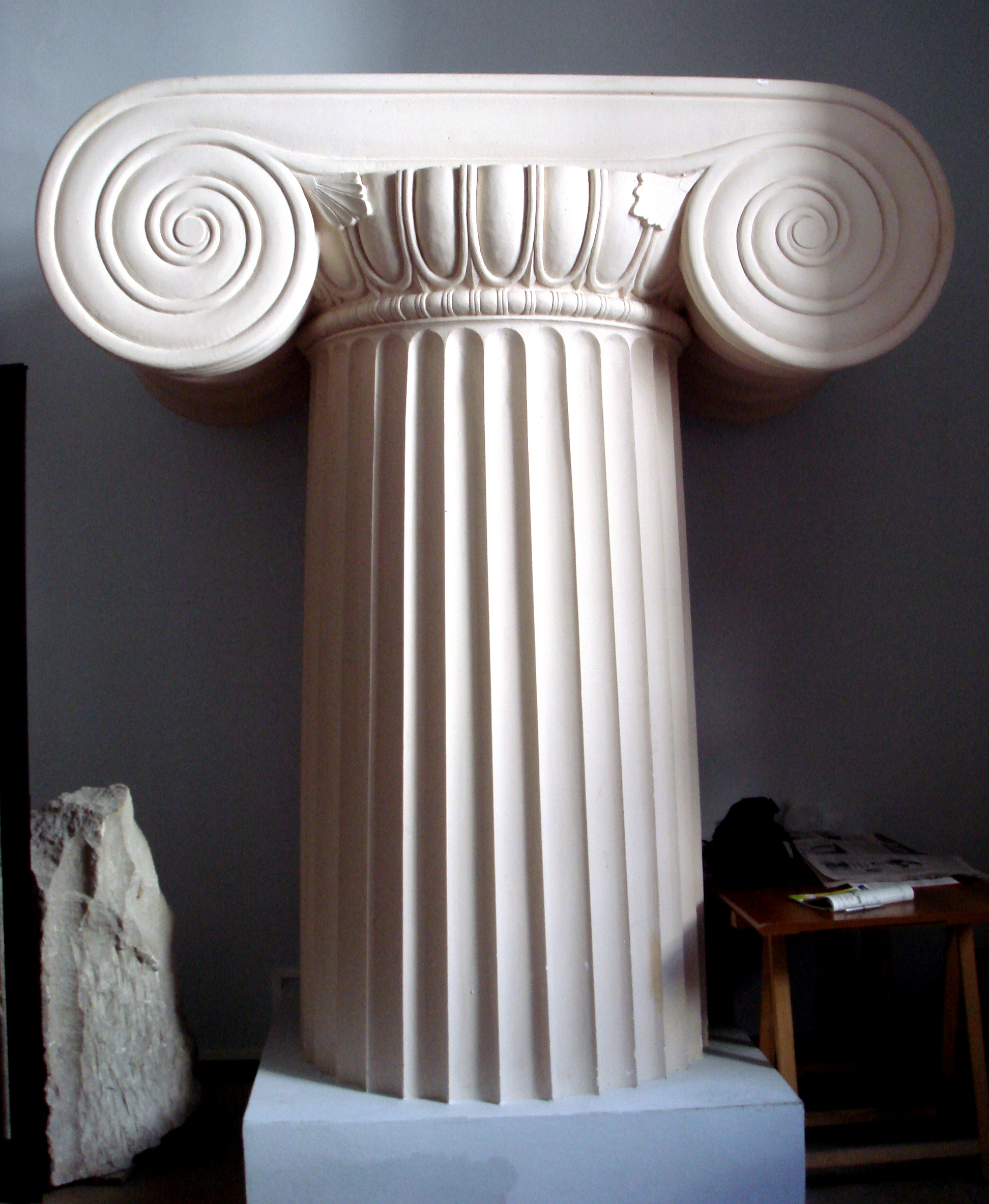
Reconstruction de colonne de l'Artémision
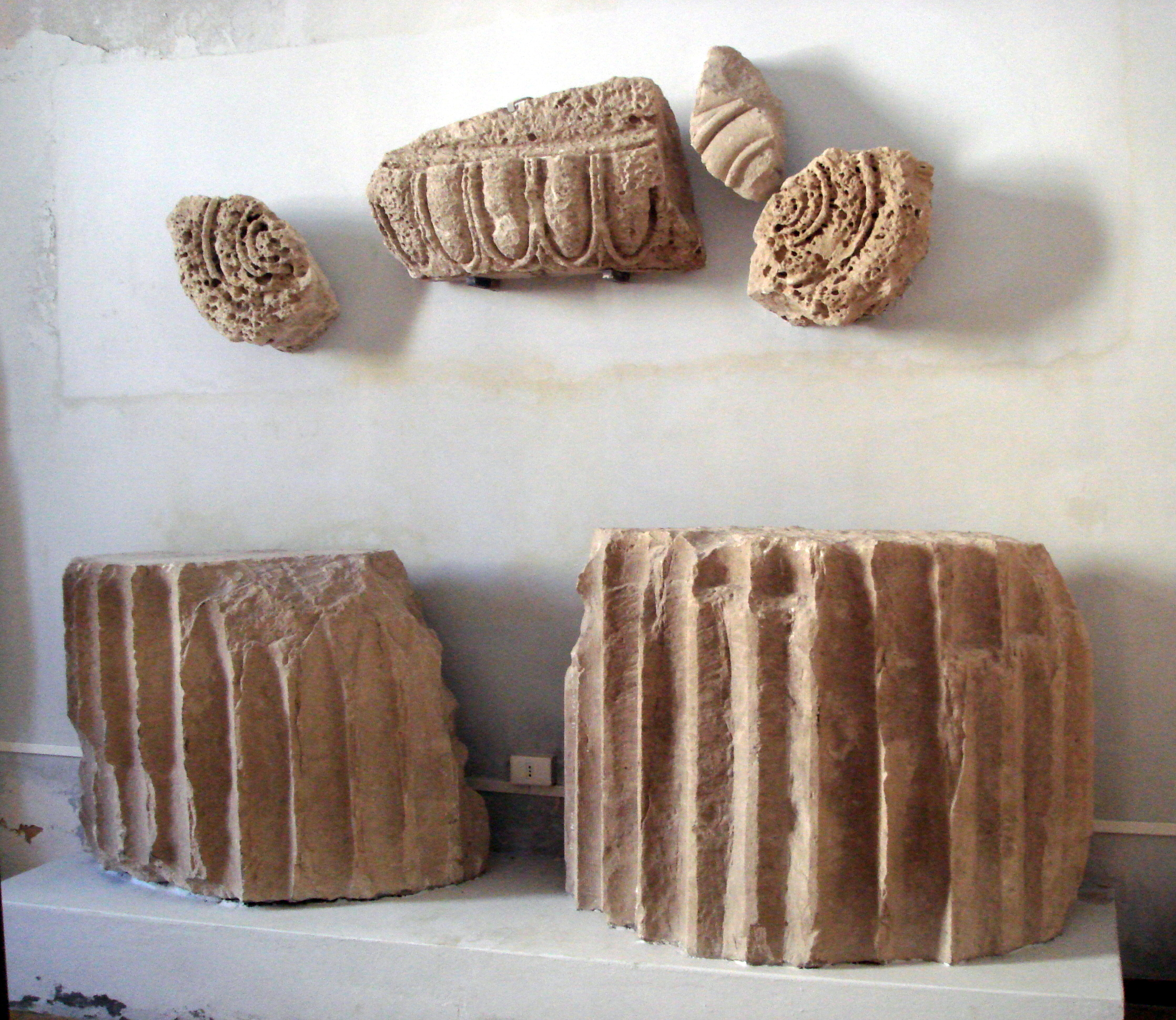
Colonne de l'Artémision